# Deep Puddle Dynamics
Deep Puddle Dynamics war eine US-amerikanische Hip-Hop-Gruppe.

## Geschichte
Die Band formierte sich im Jahr 1998. Zu den Mitgliedern zählen offiziell die Rapper Slug, Alias, DoseOne und Sole. Dennoch werden meist alle Gründungsmitglieder des Labels Anticon als inoffizielle Mitglieder hinzugezählt, da die Gründung der Deep Puddle Dynamics zeitgleich mit der Gründung Anticons stattfand. Dieses Label wurde wiederum ursprünglich nur für die Veröffentlichung des Debütalbums der Deep Puddle Dynamics, The Taste of Rain... Why Kneel?, 1999 gegründet.
Die Gründung der Band war ein langsamer Prozess. Die Musiker, die später an dem Debütalbum beteiligt waren, lernten sich kennen, nachdem sie, meist durch Zufall oder durch Freunde, auf Musikaufnahmen und Demos der jeweils anderen aufmerksam geworden waren. So nahmen Slug, Sole, Alias, DoseOne und andere Kontakt zueinander auf und es entstand die Idee eines gemeinsamen Projektes. Alle Mitglieder trafen sich erstmals persönlich bei einem Konzert des Rappers Aceyalone.
Das Album The Taste of Rain... Why Kneel? wurde in zwei Studiosessions aufgenommen: die erste Hälfte am 26. Juni 1998 und die zweite Hälfte genau ein Jahr später, am 26. Juni 1999.
Die Gruppe löste sich im Jahr 2000 auf, nachdem sich Slug mehr seiner anderen Band, Atmosphere (zusammen mit Ant), widmen wollte.
2002 erschien die letzte Veröffentlichung der Gruppe, die EP More from June / We Aint Fessin’ (Double Quotes), ebenfalls über Anticon. Die Aufnahmen stammen aus der Zeit des Debütalbums.

## Alle Mitglieder
Neben Slug, Sole, Alias und DoseOne waren folgende Musiker an den Veröffentlichungen der Deep Puddle Dynamics beteiligt und werden von Anticon als weitere Mitglieder aufgezählt:
- Eyedea
- Moodswing9
- Ant
- DJ Mayonnaise
- Jel
- Controller 7
- DJ Abilities
- Mr. Dibbs
- Stress
- Odd Nosdam

## Diskographie

### Alben
- 1999: The Taste of Rain... Why Kneel? (Anticon)[3]

### EPs
- 2002: More from June / We Aint Fessin’ (Double Quotes) (Anticon)